# Depositionsavgift
En depositionsavgift är något, vanligtvis en bestämd summa pengar, som lämnas i pant vid ingående av ett avtal, eller vid lån/hyra av en materiell egendom.
Depositionsavgiften återfås när åtagandet enligt avtalet fullgjorts, eller då den materiella egendomen återlämnas inom utsatt tid och i oskadat skick.